# Anna Weidenholzer

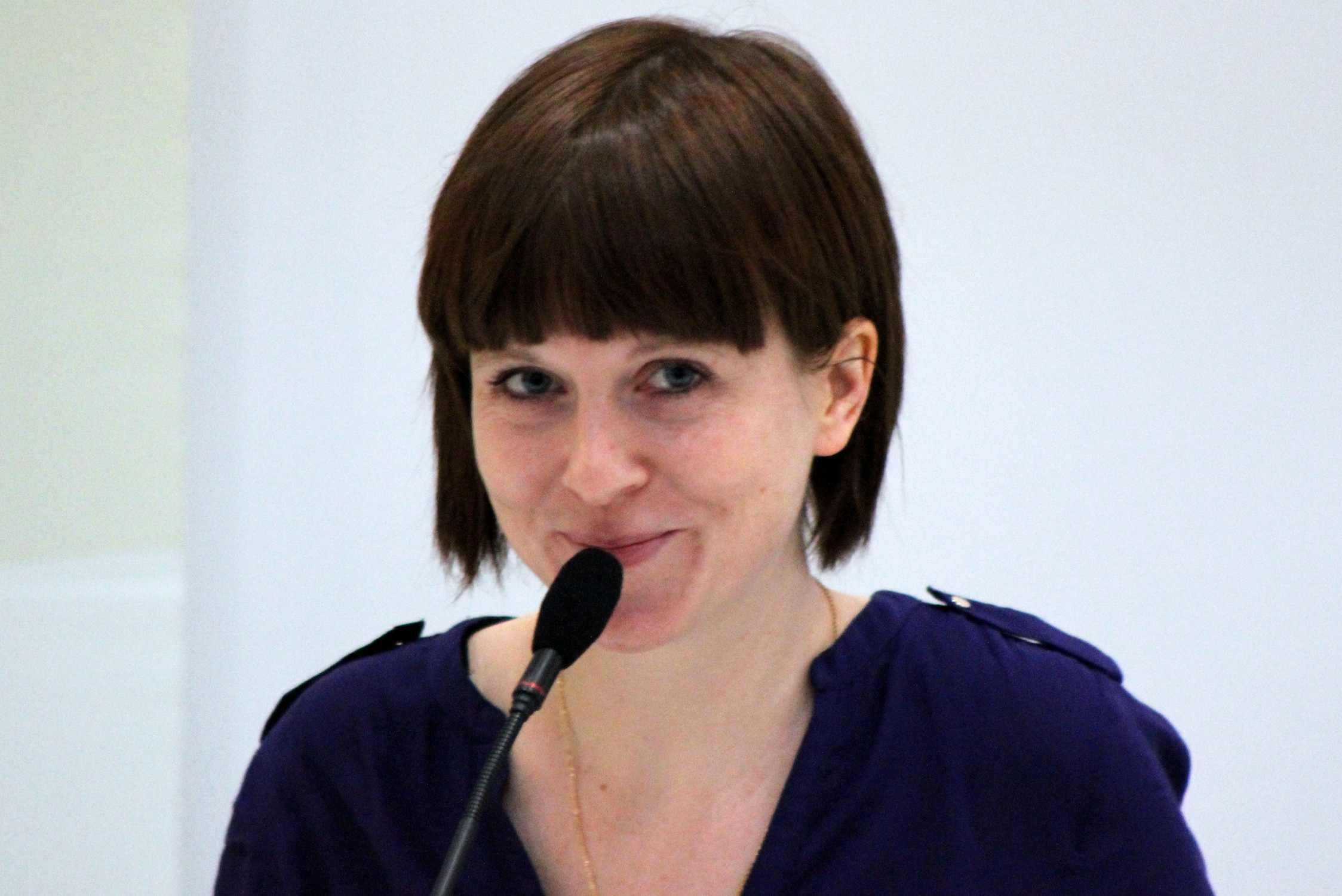
Anna Weidenholzer Leipziger Buchmesse 2013

Anna Weidenholzer (* 21. Januar 1984 in Linz) ist eine österreichische Schriftstellerin.

## Leben und Werk
Weidenholzer studierte Vergleichende Literaturwissenschaft in Wien und Breslau und schloss ihr Studium mit einer Arbeit zur Interkulturellen Literatur aus Bosnien-Herzegowina ab. Sie arbeitete als Chronikjournalistin der Oberösterreichischen Nachrichten und ist seit 2010 freischaffende Schriftstellerin. 2012 war sie Stadtschreiberin von Kitzbühel.
Mit ihrem ersten Buch Der Platz des Hundes (2010) war sie 2011 Teilnehmerin am Europäischen Festival des Debütromans in Kiel. Ihr Roman Der Winter tut den Fischen gut war 2013 für den Preis der Leipziger Buchmesse nominiert. 2013 erhielt sie den Reinhard-Priessnitz-Preis. 2016 stand ihr Roman Weshalb die Herren Seesterne tragen auf der Longlist des Deutschen Buchpreises.
Im Jänner 2023 wurde bekanntgegeben, dass Anna Weidenholzer Co-Kuratorin beim Literaturfest Salzburg wird.
Sie lebt seit 2003 in Wien. Ihr Vater ist der ehemalige Präsident der Volkshilfe Österreich und Mitglied des Europäischen Parlaments Josef Weidenholzer.

## Auszeichnungen
- 2009: Alfred-Gesswein-Literaturpreis
- 2011: Aufenthaltsstipendium Schloss Wiepersdorf
- 2011/12: Staatsstipendium für Literatur
- 2012: Aufenthaltsstipendium im Literarischen Colloquium Berlin
- 2012: Kitzbüheler Stadtschreiberin
- 2013: Reinhard-Priessnitz-Preis
- 2017: Outstanding Artist Award für Literatur[11]
- 2017–2020 Robert-Musil-Stipendium[12]
- 2019–2020 Berlin-Stipendium der Akademie der Künste Berlin[13]

## Werke
- Der Platz des Hundes (Erzählungen, 2010) (ISBN 978-3-9502828-0-1); Mitter Verlag, Wels.
- Der Winter tut den Fischen gut (Roman, 2012) (ISBN 978-3-7017-1583-1); Residenz Verlag, Salzburg/Wien.
- Weshalb die Herren Seesterne tragen (Roman, 2016) (ISBN 978-3-95757-323-0); Verlag Matthes & Seitz, Berlin.
- Finde einem Schwan ein Boot (Roman, 2019) (ISBN 978-3-95757-768-9); Verlag Matthes & Seitz, Berlin.
- Hier treibt mein Kartoffelherz (Erzählungen, 2025) (ISBN 978-3-7518-1023-4); Verlag Matthes & Seitz, Berlin.